# Pápua törpejégmadár
A pápua törpejégmadár (Ceyx solitarius) a madarak osztályának szalakótaalakúak (Coraciiformes) rendjébe és a jégmadárfélék (Alcedinidae) családjába tartozó faj.

## Rendszerezése
A fajt Coenraad Jacob Temminck holland arisztokrata és zoológus írta le 1836-ban, a most már nem érvényes Ceyx solitaria néven. Egyes szervezetek a Ceyx lepidus alfajaként jegyzik Ceyx lepidus colitarius néven.
Korábban ez a fajt is a melanéz törpejégmadár (Ceyx lepidus) 15 alfajának egyikeként sorolták be.  
Egy 2013-ban lezajlott molekuláris biológiai vizsgálatsorozat során kiderült, hogy a különböző szigeteken élő alfajok nagy mértékben különböznek egymástól genetikailag, így különálló fajokká minősítésük indokolt.

## Előfordulása
Új-Guinea szigetén, Indonézia és Pápua Új-Guinea területén honos. Új-Guinea szigete mellett nyugati Pápua-szigeteken, az Aru-szigeteken és a D'Entrecasteaux-szigeteken is előfordul. Természetes élőhelyei a szubtrópusi és trópusi síkvidéki esőerdők és cserjések, mocsarak, folyók és patakok környékén.

## Megjelenése
Testhossza 12 centiméter, testtömege 11–24 gramm.

## Életmódja
Rovarokkal táplálkozik.

## Természetvédelmi helyzete
Az elterjedési területe nagyon nagy, egyedszáma ugyan csökken, de még nem éri el a kritikus szintet. A Természetvédelmi Világszövetség Vörös listáján nem fenyegetett fajként szerepel.